# Стефан Ледуховський
Стефан Ледуховський (бл. 1625 — 1676) — державний та військовий діяч, урядник, дипломат Речі Посполитої.

## Життєпис
Народився в Луцьку або Кременці близько 1625 року. Походив зі зпольщеного руського шляхетського роду Ледуховських гербу Шалава. Молодший син Самуїла Ледуховського, писаря земського кременецького, та Ельжбети Станішевської.
Здобув спочатку домашню освіту. 1638 року разом з братом Мартином вступив до Краківського університету. Після смерті батька у 1644 році успадкував частину маєтку Лідихів та пол. Krasnopola (Краснопілля?). Потім служив у військах магнатів Конецпольських. Брав участь у битві під Корсунем 1648 року, де коронні війська зазнали поразки від козаків на чолі із Богданом Хмельницьким. Тут потрапив у полон до татар. Лише у 1650 році його було викуплено з неволі. 1656 році оженився на шляхтянці Анні з Сржедзінських (пол. Anna z Srzedzińskich).
1658 року король Ян II Казимир призначив його підкоморієм кременецьким. Водночас брав участь у військових походах проти шведів, татар і козаків. 1661 року обирається послом до вального сейму від Кременецького повіту. Тут отримує посаду одного з комісарів, що контролювали військові витрати.
1661 року йому разом з Кипріаном Бжостовським було доручено вести перемовини з представниками Московського царства щодо встановлення миру. 1663 року очолював перемовну делегацію з московськими посланцями у Львові. Був одним з провідних учасників укладання Андрусівського перемир'я у 1667 році. У 1670 році виконував дипломатичне доручення у Москві, де вів перемовини щодо укладання союзу проти Османської імперії. Водночас зумів накопичити значні статки.
Звитяжив у битві під Білим Каменем 1672 року під час війни з Османською імперією. На дяку за це призначається брацлавським каштеляном. 1674 року підтримав обрання королем Яна Собеського. У березні того ж року стає волинським каштеляном. Мав гарні відносини з королем Яном III Собеським. Стає провідним радником короля у питаннях України. Перебував на посаді волинського каштеляна до самої смерті у 1676 році.

## Родина
Дружина — Анна з Сржедзінських. Діти:
- Феліціан (д/н—1683), полковник
- Казимир (д/н—1685), ротмістр[1]
- Станіслав (бл. 1666—1725), маршалок Коронного Трибуналу
- Францішек (д/н—1704), підкоморій кременецький